# Sven-Olof Garland
Sven-Olof Garland, ursprungligen Olsson, född 18 april 1914 i Oscar Fredriks församling i Göteborg,  död 1 augusti 2005 i Sofia församling, Stockholm, var en svensk skolledare och läroboksförfattare.
Garland blev fil. kand. vid Stockholms högskola och var därefter verksam som geograf och läroboksförfattare och har bland annat skrivit läroböcker i samhällskunskap och geografi. Åren 1965–1978 var han rektor för Frans Schartaus gymnasium i Stockholm.
Garland var son till den socialdemokratiska ecklesiastikministern Olof Olsson samt bror till tecknaren Jan-Erik Garland och journalisten Gabriella Garland. Han var vidare farbror till serietecknaren Olle Berg.
Sven-Olof Garland är begravd på Malmö östra kyrkogård.